# Jurij Fikfak
Jurij Fikfak, slovenski etnolog, slovenist, urednik, prevajalec, * 17. april 1954, Cesta, Ajdovščina.

## Življenjepis
Študiral je  etnologijo ter slovenski jezik in književnost  na Filozofski fakulteti Univerze v Ljubljani, kjer je leta 1981 diplomiral. S področja etnologije je leta 1986 opravil magisterij, 1999 pa doktorat.
Leta 1982 se je zaposlil na Znanstvenoraziskovalnem centru SAZU, na Inštitutu za slovensko narodopisje.
Strokovno se je izpopolnjeval v tujini: 1985/1986 je študiral v Nemčiji (München in Tübingen), 1994/1995 v ZDA (Boston  in Cambridge), udeležil se je številnih seminarjev in akademskih izmenjav v Avstriji, Estoniji, Madžarski, Nemčiji, Rusiji, Srbiji, Ukrajini idr.
S predavanji in referati se je udeležil številnih znanstvenih srečanj ter kongresov doma in v tujini (Avstrija, Francija, Hrvaška, Italija, Nemčija, Ukrajina, ZDA idr.).

## Delo
V okviru Inštituta za slovensko narodopisje vodi ali sodeluje pri mnogih projektih. Njegove raziskave in projekti zajemajo področje etnologije in folkloristike; ukvarja se z vprašanji zgodovine etnologije v 19. stoletju, vprašanji večpredstavnosti v etnologiji ter vlogo šeg in navad pri uvajanju informacijskih sistemov. 
Znanstvenoraziskovalne članke ter prevode tujih člankov v slovenščino je objavljal v publikacijah Goriški letnik, Notranjski list idr., v zbornikih Etnologija in domoznanstvo, Traditiones (zbornik Inštituta za slovensko narodopisje).
J. Fikfak in Ingrid Slavec Gradišnik sta glavna urednika zbornika Traditiones od leta 2004; uredil je drugi zvezek številke 35, posvečen Gregorju Kreku.
Sodeloval je v številnih mednarodnih znanstvenih konferencah doma in v tujini, (so)organiziral je znanstvena posvetovanja; mednarodno konferenco Jakob Volčič in njegovo delo v Pazinu, 1988, Digital Image Processing in History v Ljubljani, junij in avgust 1993, Ljudska kultura med državo in narodom v Gozdu Martuljku, 1998 ter uredil zbornike prispevkov in povzetkov posvetovanj oz. konferenc. 
Z Ingrid Slavec Gradišnik je leta 2006 organiziral znanstveno konferenco ob 100-letnici rojstva Nika Kureta z naslovom Ljudsko izročilo in religija med tradicijo in transformacijo, isto leto je v gledališču France Prešeren v Boljuncu organiziral fotografsko razstavo »Cjencja, fantje« kot rezultat projekta Praznik in ritual na Primorskem, nastala na osnovi gradiva Marije Magajna in fotoreporterja Primorskega dnevnika Davorina Križmančiča ter lastnih posnetkov.
Kot gostujoči profesor ali predavatelj je na Univerzi v Gradcu na inštitutu za etnologijo in kulturno antropologijo predaval predmet Zgodovina slovenske etnologije  leta 2001/2002; Pust na Slovenskem v semestru 2005/2006; organiziral je osemdnevno ekskurzijo za graške študente; spomladi 2010 na Inštitutu za slavistiko pa Ritualnost v srednjeevropskem prostoru. Na dunajski univerzi, na Inštitutu za evropsko etnologijo pa je 2006 predaval predmet Slovenska etnologija, v semestru 2008/2009 pa predmet Primerjalna zgodovina etnologij v srednjeevropskem prostoru.
Je član oziroma predsednik strokovnega sveta Slovenskega etnografskega muzeja in eden od direktorjev seminarja Interpretation und Verstehen na Inter-University Centre v Dubrovniku, član izvršnega odbora International Association for Semiotic Studies (Mednarodnega semiotičnega združenja) in član nekaterih tujih uredniških odborov.

## Področje dela
- Zgodovina, teorija in metodologija etnoloških in folklorističnih raziskav
- Ritualne prakse
- Slovenska narodnostna skupnost za mejami Slovenije (Štajerska, Koroška, Tržaška)
- Ljudsko in amatersko gledališče. Raziskoval uprizoritve del Andreja Šusterja Drabosnjaka, posebej njegov Pasijon; za Slovenski etnološki leksikon napisal gesla o ljudskem in amaterskem gledališču.[mrtva povezava]
- Etnologija, podatkovne zbirke, informacijski sistemi in večpredstavnost. Za splet pripravil delo Toneta Cevca Velika Planina.

## Izbrana bibliografija
Monografije
- Ljudstvo mora spoznati sebe. Podobe narodopisja v drugi polovici 19. stoletja. Ljubljana: Forma 7 in Založba ZRC, 1999. (COBISS)

Uredniško delo
- 1988 Jakob Volčič in njegovo delo (Ur.). Pazin, Ljubljana. (COBISS)
- 1993 Digital Image Processing in History: Towards Open Systems (Ur. skupaj z G. Jaritzem). St. Katharinen. (COBISS)
- 1999 Ljudstvo mora spoznati sebe. Podobe narodopisja v drugi polovici 19. stoletja. Ljubljana. ISBN 961-6182-71-4.
- 2003 O pustu, maskah in maskiranju. Razprave in gradiva (Ur. s sodelovanjem A. Gačnika, N. Križnarja in H. Ložar - Podlogar). Založba ZRC, Ljubljana. (COBISS)
- 2004 Qualitative Research: Emerging Trends - Different Perspectives (Ur. s sodelovanjem F. Adama in D. Garza). Založba ZRC, Ljubljana. (COBISS)
- 2005 Text & Reality (sourednik z J. Bernardom in P. Grzybekom). Založba ZRC, Ljubljana. (COBISS)
- 2006 Gregor Krek (1840–1905). Založba ZRC, Ljubljana.
- 2006 Irene Portis Winner: Semiotika kmetstva v tranziciji. Založba ZRC, Ljubljana.
- 2007 Senses and Religion (ur. s sodelovanjem G. Barna). Založba ZRC, Ljubljana
- 2008 Biti direktor v času socializma. Med idejami in praksami (Ur. s sodelovanjem J. Prinčiča in J. D. Turka)
- 2009 Postojna. Upravno in gospodarsko središče[mrtva povezava]